# Jane Nicholas
Jane Nicholas (ur. 11 listopada 1992 w Taurandze) – kajakarka górska z Wysp Cooka, olimpijka z Tokio.
Jest siostrą Brydena i Elli, również kajakarzy górskich.

## Przebieg kariery
W 2010 oraz w latach 2018-2019 brała udział w mistrzostwach świata. Na czempionacie w 2010 zajęła 55. pozycję w konkurencji K-1, 22. pozycję w konkurencji C-1 oraz 8. pozycję w konkurencji K-1. Na mistrzostwach w 2018 brała udział jedynie w zmaganiach w konkurencji K-1, które zakończyła na 43. pozycji. Na czempionacie rozegranym w 2019 roku zajęła 39. pozycję w konkurencji K-1 oraz 61. pozycję w konkurencji C-1.
W 2021 reprezentowała swój kraj na letniej olimpiadzie w Tokio. Na igrzyskach wystąpiła w dwóch konkurencjach – w C-1 odpadła w eliminacjach po zajęciu 21. pozycji z czasem 151,95, natomiast w K-1 odpadła w fazie półfinałowej po zajęciu 22. pozycji z czasem 144,84.